# Cap de la Serra (Castellar del Riu)
El Cap de la Serra és una muntanya de 1.847 metres que es troba al municipi de Castellar del Riu, a la comarca catalana del Berguedà.